# Manoir de Boisset (Meigné-le-Vicomte)
Pour l’article ayant un titre homophone, voir Manoir de Boissey.
Le manoir de Boisset est un manoir situé à Meigné-le-Vicomte, en France.

## Localisation
Le manoir est situé dans le département français de Maine-et-Loire, sur la commune de Meigné-le-Vicomte.

## Description
Ce bâtiment se compose d'un logis principal du XVIe siècle ainsi que d'un corps d'habitation plus bas, couvert en tuiles plates, des XVIIIe et XIXe siècles. 
Le logis principal du XVIe siècle comporte un niveau (construit sur caves) ainsi qu'un second niveau d'habitations sous combles. Ce logis présente une porte d'entrée à fronton ouvragé, à laquelle on accède par un perron à marches. À l'angle gauche de ce logis principal, une poivrière saillante présente un décor ouvragé de la Renaissance. Enfin, une lucarne (assez endommagée) se situe dans l'axe de la porte principale. 
L'intérieur du logis comporte une très grande cheminée ouvragée d'époque « seconde renaissance ». Une autre cheminée, autrefois dans le deuxième niveau sous combles, a été démantelée et vendue au XIXe siècle.

## Historique
L'édifice est classé au titre des monuments historiques en 1968.